# Dimnøya
Dimnøya ou Dimna est une île habitée du comté de Møre og Romsdal, sur la côte de la mer de Norvège. L'île fait partie la commune de  Ulstein .

## Description
L'île de 9 km2 se trouve au nord des îles de Gurskøya et Leinøya de la municipalité de Herøy. Elle est reliée à l'île de Hareidlandet à l'est par un pont à la ville d'Ulsteinvik.
Le club sportif Dimna IL, sur l'île, est le club de l'athlète Karsten Warholm.